# Veí més proper
El veí més proper (en anglès nearest neighbor) és un algorisme de classificació.
Per a la construcció del model de classificació, l'algorisme requereix un conjunt d'exemples pels quals es conegui la categoria. Llavors, donat un nou cas, la classificació consisteix a trobar quin és l'exemple més proper, i assignar-li al nou cas la mateixa categoria.
La determinació de quin és aquest exemple més proper es basa en la definició d'una distància entre els exemples. Atès que normalment els exemples es descriuen en un cert espai multidimensional, la distància haurà de ser definida en aquest espai.
El {\displaystyle k}-veí més proper és una variació del veí més proper on en lloc d'un únic veí es consideren els {\displaystyle k} veïns més propers. En aquest cas s'assigna al nou cas la categoria majoritària del conjunt de {\displaystyle k} veïns.